# San Enrique (Iloilo)
San Enrique ist eine philippinische Stadtgemeinde in der Provinz Iloilo. Sie hat 33.911 Einwohner (Zensus 1. August 2015). Auf Teilen des Gebietes der Gemeinde liegt der Bulabog-Putian-Nationalpark.

## Baranggays
San Enrique ist administrativ  in 28 Baranggays unterteilt:
| - Abaca - Asisig - Bantayan - Braulan - Cabugao Nuevo - Cabugao Viejo - Camiri - Compo - Catan-Agan - Cubay - Dacal - Dumiles - Garita - Gines Nuevo | - Imbang Pequeño - Imbesad-an - Iprog - Lip-ac - Madarag - Mapili - Paga - Palje - Poblacion Ilawod - Poblacion Ilaya - Quinolpan - Rumagayray - San Antonio - Tambunac |